# نبرد تیسفون (۳۶۳)
نبرد تیسفون، نبردی میان شاهنشاهی ایران ساسانی و امپراتوری روم است که در سال ۳۶۳ میلادی در تیسفون و سپس سامرا رخ داده‌است. این نبرد از آن باب سرنوشت‌ساز است که ارزش آن به کیان سرزمین ایران می‌باشد؛ زیرا امپراتوری روم در حال تصرف پایتخت ایران و پایان هشتصد سال شاهنشاهی ایران بود.

## تاریخچه
سی‌ام ماه مه سال ۳۶۳ میلادی (هشتم خرداد) در کنار دجله، در محلی که اینک شهر بغداد است و نه چندان دور از شهر تیسفون (مرکز مدائن هفت‌گانه)، پایتخت شاهنشاهی ساسانی شاهد نبرد سخت ۶۰ هزار لژیونر رومی با ۶۵ تا ۸۰ هزار سرباز ایرانی به فرماندهی سپهبد مهران بود. فرماندهی رومیان را ژولیان (فلاویوس کلودیوس ژولیانوس) امپراتور روم شخصاً برعهده داشت.
امیانوس مارسلینوس مورخ یونانی (متولد ۳۳۰ و متوفا در ۳۹۱ میلادی) که به عنوان یک افسر ارتش روم، ناظر صحنه‌های جنگ بود، شرح نبرد، علل و نتایج آن را برنگاشته است. به نوشته وی، پس از درگذشت کنستانتیوس دوم که در سوم نوامبر ۳۶۱ در ترسوس فوت کرد و در قسطنطنیه دفن شد، ژولیان جانشین او، وارث مساعی او برای پیشگیری از ادامه تصرف قلمرو رومیان در مشرق زمین توسط شاپور دوم (ذوالاکتاف) شاه وقت ایران از دودمان ساسانی شده بود. وی پنجم مارس سال ۳۶۳ میلادی از فرصت دور بودن شاپور از پایتخت استفاده کرد و با ۹۰ هزار لژیونر عازم ایران شد. شاپور دوم برای سرکوب کردن باقی‌مانده طوایف هون به آن سوی فرارود (آسیای میانه) رفته بود. شاپور قبلاً دو بار دست به حمله نظامی به قلمرو کنستانتین دوم زده و دست رومیان را از مناطق متعدد در آسیای غربی کوتاه کرده بود.
ژولیان در رسانیدن خود به پشت دیوارهای پایتخت ایران به قدری شتاب کرد که منتظر پیوستن ۳۰ هزار تن از نظامیانش نشد که آنان را قبلاً روانه ارمنستان ساخته بود. شاپور دوم پس از آگاه شدن از لشکرکشی ژولیان، با عجله عزم بازگشت به پایتخت کرد و تا رسیدن خود با واحدهای اصلی ارتش، سپاه سپهبد مهران را مأمور متوقف ساختن ژولیان کرده بود. سپهبد مهران در نبرد بیست و نهم ماه مه موفق به متوقف ساختن ژولیان شد که قصد او تصرف پایتخت ایران زمین بود. افسران ژولیان که متوجه نزدیک شدن شاپور دوم با سواره‌نظام زره پوش و به نوشته مارسه لیوس، دارای زره و سلاحهایی به شکل کاتافراکت (به یونانی: Cataphract) و کلیباناری (به لاتین: Clibanarii) و واحدهای فیل‌سوار زوبین انداز شده بودند از ژولیان خواستند که تا رسیدن ۳۰ هزار سرباز کمکی به سامرا عقب‌نشینی کند که پذیرفت، ولی شاپور و مهران از تعقیب او دست برنداشتند و ۲۶ ژوئن (۲۷ روز بعد) در حاشیه سامرا نیروهای رومی را پیش از این که به صورت هلال آرایش یابند به محاصره درآوردند.
در جریان جنگ، یک سرباز ایرانی زوبین (نیزه کوتاه ـ سر نیزه که از دور به سوی دشمن پرتاب می‌شد) به سوی ژولیان پرتاب کرد که بر پهلوی او نشست و چند ساعت بعد درگذشت. در پی درگذشت ژولیان، ژنرال‌های رومی ژوویان را به سمت امپراتور موقت انتخاب کردند که وی چون توان و استعداد جنگیدن در نیروهای رومی ندید با شاپور صلح کرد و از پنج منطقه بزرگ در شرق مدیترانه و هرگونه ادعای روم در ارمنستان صرف نظر کرد و متعهد شد که شخصاً به مناطق پنجگانه مراجعه کند و به دست خود پرچم ایران در آنجا برافرازد که چنین کرد و این عمل در تاریخ امپراتوری روم یک تحقیر خوانده شده‌است. شاپور دوم که ۷۰ سال بر ایران حکومت کرد و شهر نیشابور را در خراسان ساخت به روش شاپور اول، دستور داد که مجسمه‌هایی بسازند که کشتگان رومی را در زیر پای سواره نظام ایران نشان دهد تا این پیروزی هرگز فراموش نشود و به سان شاپور یکم، اسیران رومی را هم برای کار کشاورزی به خوزستان فرستاد.